# Amadeuskvartetten
Amadeuskvartetten (engelska: the Amadeus Quartet, tidigare känd som the Brainin Quartet) var en brittisk stråkkvartett som var verksam 1947–1987.
Amadeuskvartetten bestod av brittiske cellisten Martin Lovett samt de tre österrikiska violinisterna Norbert Brainin, Siegmund Nissel och Peter Schidlof, den sistnämnde på altviolin. De tre österrikarna emigrerade till Storbritannien 1938/39 i samband med Hitlers Anschluss, då de på grund av sin judiska härkomst utsattes för förföljelse och diskriminering.
Amadeuskvartetten gjorde sig känd för sina mönstergilla klassikertolkningar av hela standardrepertoaren och var en av världens främsta stråkkvartetter. De turnerade över hela världen, och dess medlemmar gjorde även betydande pedagogiska insatser.
Kvartetten upplöstes 1987 i samband med Peter Schidlofs död.

## Medlemmar
- Martin Lovett (född 3 mars 1927 i Stoke Newington vid London) – död 29 april 2020 i London)  cello
- Norbert Brainin (född 12 mars 1923 i Wien – död 10 april 2005 i London) – violin
- Siegmund Nissel (född 3 januari 1922 i München – död 21 maj 2008 i London) – violin
- Peter Schidlof (född 9 juli 1922 i Göllersdorf – död 16 augusti 1987 i Cumbria, England) – altviolin